# Salses-le-Château
Salses-le-Château – miejscowość i gmina we Francji, w regionie Oksytania, w departamencie Pireneje Wschodnie.
Według danych na rok 1990 gminę zamieszkiwały 2422 osoby, a gęstość zaludnienia wynosiła 34 osoby/km² (wśród 1545 gmin Langwedocji-Roussillon Salses-le-Château plasuje się na 155. miejscu pod względem liczby ludności, natomiast pod względem powierzchni na miejscu 18.). 

## Zabytki
Zabytki na terenie gminy posiadające status monument historique:
- Baraque Cabrol
- Café de la Loge
- Camp de Rivesaltes
- Fort Salses (Forteresse de Salses) – fort obronny, którego budowę rozpoczęto w 1497 roku, a przebudowano w 1691 roku[2].

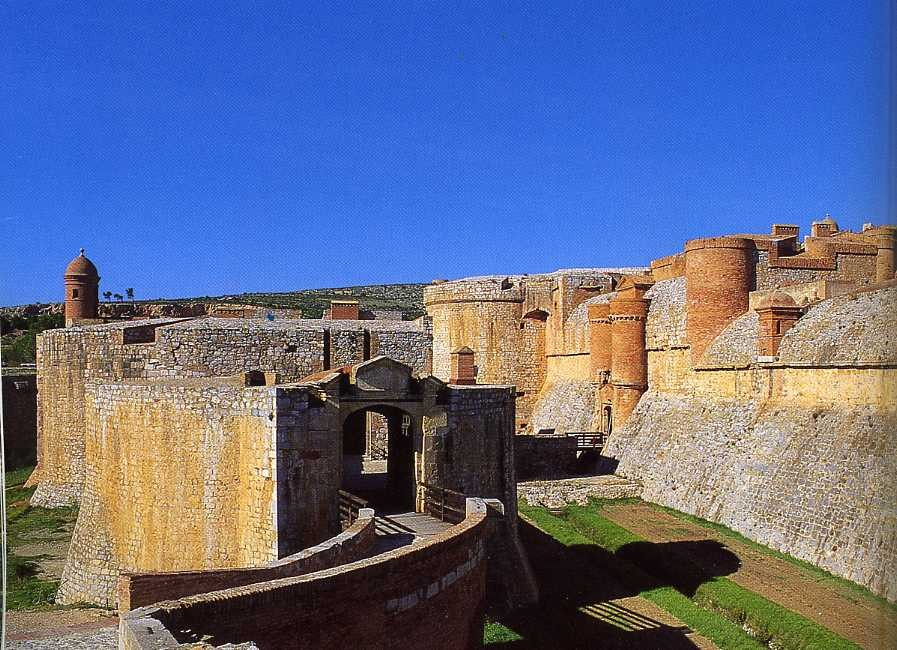
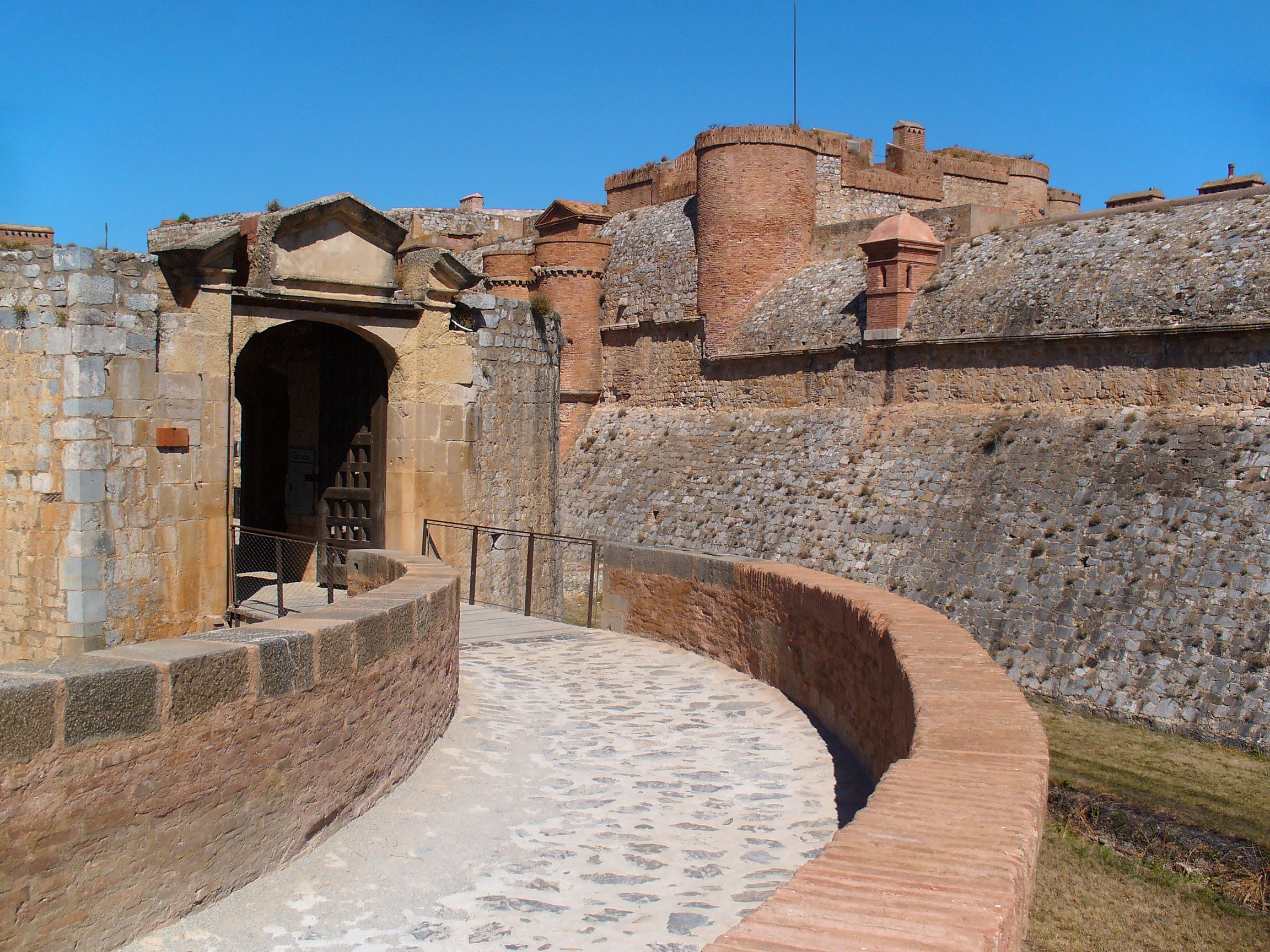
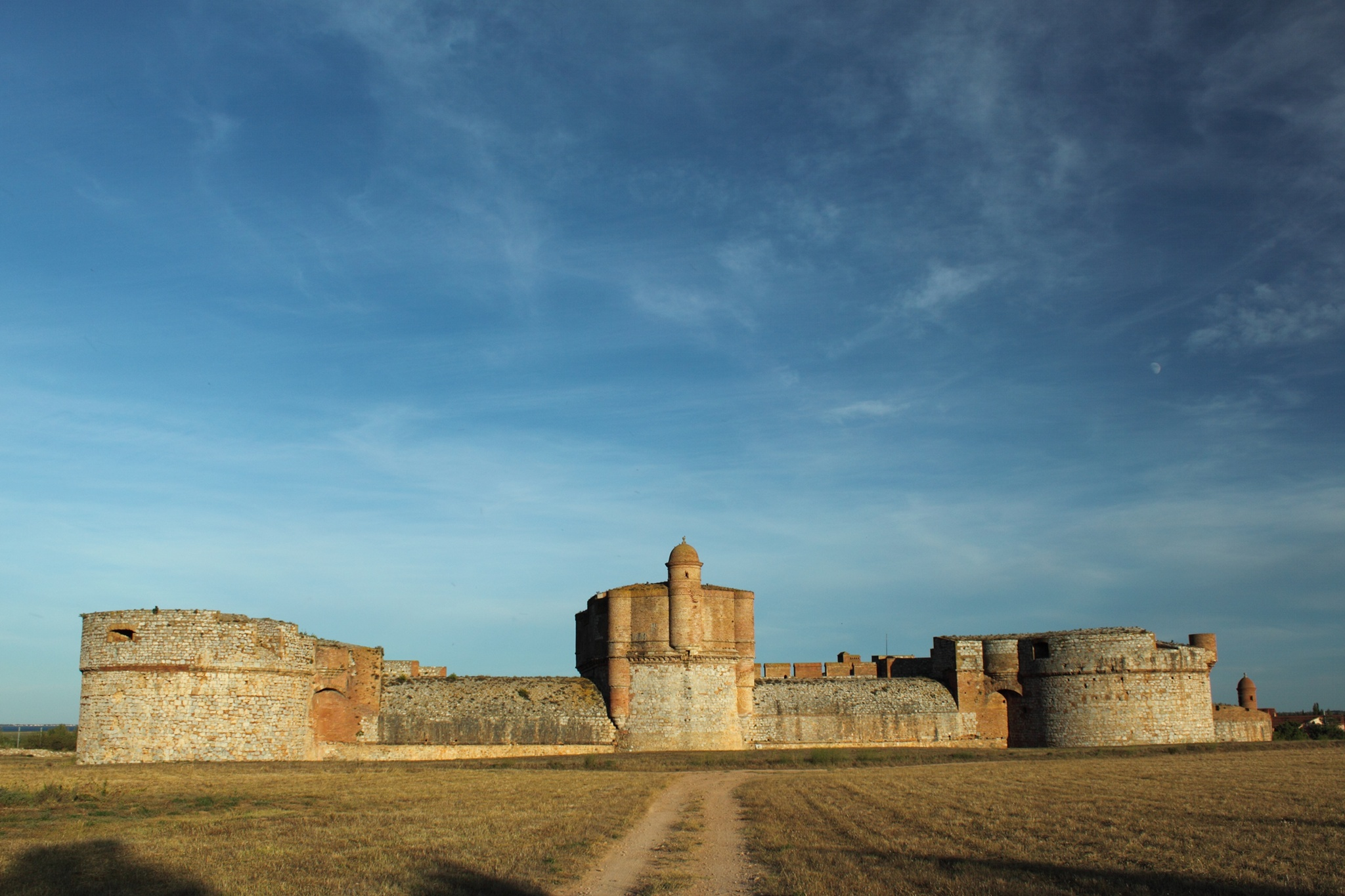
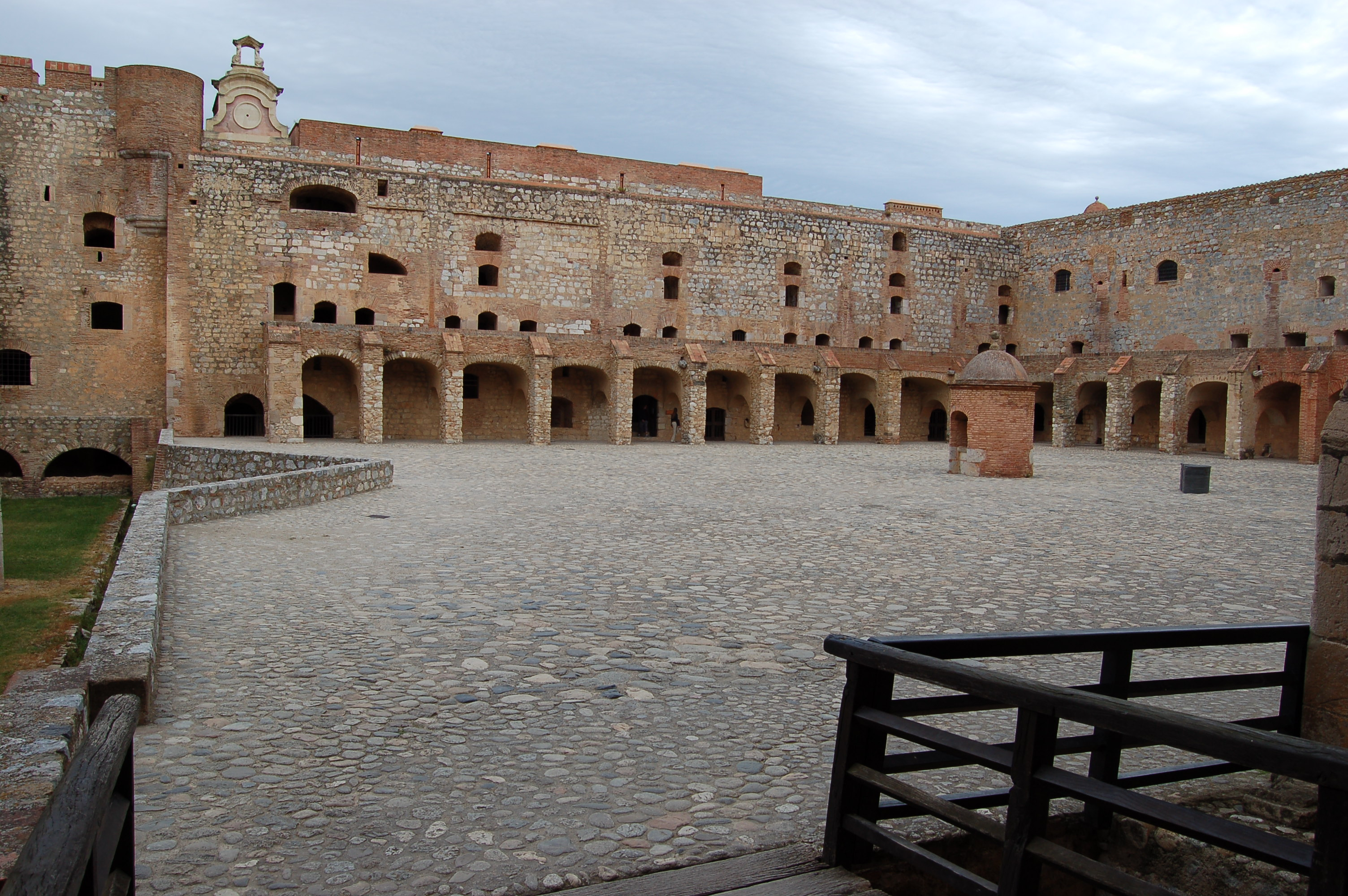

## Populacja

Populacja Salses-le-Château w latach 1962–2008